# 吾峰镇
吾峰镇，是中华人民共和国福建省泉州市永春县下辖的一个乡镇级行政单位。

## 行政区划
吾峰镇下辖以下地区：
枣岭村、吾中村、吾西村、择水村、后龙村、梅林村、吾顶村和培民村。